# Cassipourea hiotou
Cassipourea hiotou là một loài thực vật có hoa trong họ Rhizophoraceae. Loài này được Aubrév. & Pellegr. mô tả khoa học đầu tiên năm 1958.